# Crust
Crust punk nebo Crustcore, zkráceně Crust, je hudební žánr, který vznikl v 80. letech v Anglii. V podstatě jde o spojení punk rocku a heavy metalu. Posluchači crustové muziky se většinou označují jako „crusťáci“ [krasťáci] nebo „crusteři“.
Je to těžkopádný a brutální styl, který využívá prvky anarcho-punku a grindcore, čímž vzniká jedinečný zvuk, který může být buď rychlý, podobně jako grindcore, nebo pomalý, apatický a melodický. V začátcích se tento styl nazýval stenchcore (na základě dema „Terminal Filth Stenchcore“ (1987) kapely Deviated Instinct). Crust je také úzce spjat se styly jako d-beat, anarcho-punk, thrashcore a grindcore.
Texty crustových skladeb se vyznačují jasnou inklinací k myšlenkám anarchismu, antifašismu a antisexizmu, vystupují proti rasismu, týrání zvířat, ničení přírody apod. Crustoví hudebníci nejsou mnohdy jen muzikanty, ale aktivně se angažují v politickém, společenském a kulturním životě. Co se zvuku týče, crust je jednou z nejtemnějších odnoží punk rocku.
Mnozí pokládají kapelu Amebix za zakladatele crustu a jejich LP Arise! považují za první crustové album. Skupina Hellbastard, která vlastně zavedla pojem crust (pojmenování po jejich demu „Ripper Crust“, 1986), byla jednou z prvních kapel, co hrála tento styl tak jak jej známe dnes.